# Élection présidentielle rwandaise de 2010
L'élection présidentielle rwandaise de 2010 a lieu le 9 août 2010 afin d'élire le président de la république du Rwanda pour un mandat de sept ans.
Le président sortant Paul Kagame, au pouvoir depuis mars 2000 et réélu en 2003, est réélu avec plus de 93 % des suffrages exprimés.

## Candidats
Paul Kagame, président sortant, fut le candidat du Front patriotique rwandais. Jean Damascène Ntawukuriryayo, vice-Président de la Chambre des Députés et ancien Ministre de la Santé, fut le candidat du Parti social démocrate. Prosper Higiro, vice-Président du Sénat et ancien Ministre du Commerce, fut le candidat du Parti libéral. Enfin, la Sénatrice Alvera Mukabaramba fut la candidate du Parti pour le progrès et la concorde.
Ntawukuriryayo, Higiro et Mukabaramba avaient tous trois soutenu Kagame lors de l'élection présidentielle de 2003, et furent décrits par l'opposition comme des candidats « satellites » - une opposition de façade pour maintenir l'illusion d'une démocratie multipartite. Les deux candidats de l'opposition, quant à eux, virent leur candidature rejetée par les autorités,,.
Les quatre candidats autorisés affichèrent sensiblement le même programme, s'engageant à poursuivre la politique de développement économique et sociale très réussie du gouvernement sortant. Le Président Kagame put « se prévaloir d'un bilan très positif. Les 11 millions de Rwandais [...] mange[ai]nt [désormais] à leur faim. 92 % d'entre eux bénéfici[ai]ent d'une assurance-maladie financée par une ONG américaine ». Ses partisans soulignèrent cette réussite économique, la construction de nouvelles routes et d'écoles, ainsi que la sécurité que Kagame avait, selon eux, apportée au pays.
Par ailleurs, Prosper Higiro promit de retrouver et de punir tous les responsables du génocide de 1994 ; Alivera Mukabaramba promit d'accroître le salaire des enseignants et de créer un fonds de sécurité sociale pour les chômeurs ; et Jean Damascene Ntawukuriryayo promit lui aussi d'accroître le salaire des enseignants, et d'œuvrer pour améliorer la santé des Rwandais.

## Système électoral
Le président de la république du Rwanda est élu au scrutin uninominal majoritaire à un tour pour un mandat de sept ans renouvelable une seule fois. Est élu le candidat qui obtient la majorité relative des suffrages,.

## Violences et intimidations
Durant la campagne électorale, les Nations unies « demandèrent une enquête sérieuse en réponse aux accusations de tueries à caractère politique commises à l’encontre de membres de l’opposition ». Plus précisément, le Vice-Président du Parti vert démocratique, André Kagwa Rwisereka, fut retrouvé décapité ; « un avocat qui avait participé à des procès relatifs au génocide dans un tribunal de l’ONU fut abattu » ; Kayumba Nyamwasa, « un ancien général rwandais de haut rang qui s’était brouillé avec Kagame », subit une tentative d’assassinat ; et Jean-Léonard Rugambage, journaliste enquêtant sur cette tentative d’assassinat, fut lui-même assassiné,. Le gouvernement « ni[a] toute implication ».
En outre, « une trentaine de médias » furent suspendus pendant la campagne, Amnesty International dénonça un « climat de répression » : « Des figures de partis d'opposition ont été intimidées. Des journalistes ont été visés et tués, et des généraux critiquant le parti au pouvoir ont été attaqués et arrêtés. Un tel environnement crée naturellement de la peur. [...] Il s'agit d'un État policier. » Human Rights Watch dénonça « une tendance inquiétante à l'intimidation, aux persécutions et à d'autres abus », « une répression accrue à l'encontre de l'opposition ».

## Résultats
| Candidats                 | Candidats                     | Parti                     | Voix      | %     |
| ------------------------- | ----------------------------- | ------------------------- | --------- | ----- |
|                           | Paul Kagame                   | FPR                       | 4 638 560 | 93,08 |
|                           | Jean Damascène Ntawukuriryayo | PSD                       | 256 488   | 5,15  |
|                           | Prosper Higiro                | PL                        | 68 235    | 1,37  |
|                           | Alvera Mukabaramba            | PPC                       | 20 107    | 0,40  |
|                           |                               |                           |           |       |
| Votes valides             | Votes valides                 | Votes valides             | 4 983 390 | 98,69 |
| Votes blancs ou invalides | Votes blancs ou invalides     | Votes blancs ou invalides | 65 912    | 1,31  |
| Total                     | Total                         | Total                     | 5 049 302 | 100   |
| Abstentions               | Abstentions                   | Abstentions               | 669 190   | 11,70 |
| Inscrits/Participation    | Inscrits/Participation        | Inscrits/Participation    | 669 190   | 88,30 |